# Aphyolebias claudiae
Espèce
Aphyolebias claudiae Costa, 2003 est un poisson du Rio Purus dans le bassin de l'Amazone.